# Palazzetto dello Sport (Tricase)
Il Palazzetto dello Sport è un'arena coperta di Tricase.

## Storia e descrizione
Il lavoro di costruzione del Palazzetto dello Sport sono iniziati nel 2006 per terminare 2008: la struttura è stata inaugurata con un quadrangolare tra squadre di pallavolo maschile; con 800 posti, viene utilizzato sia per attività sportive, soprattutto come palestra e per gare di pallavolo, sia per attività ludiche.
Il palazzetto ospita le gare interne della squadra di pallavolo maschile della Pallavolo Azzurra Alessano.